# 圣约翰 (马恩岛)

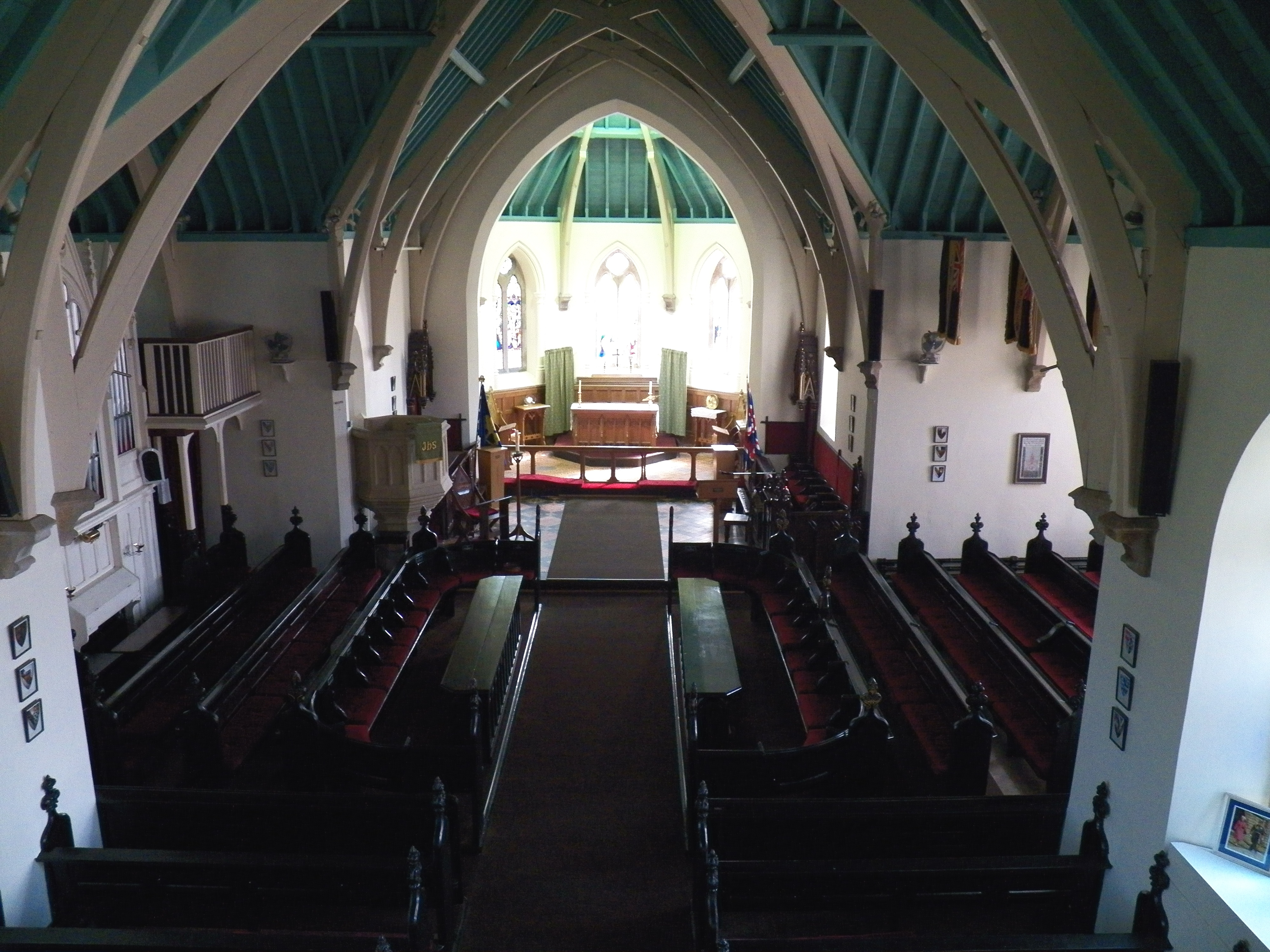
圣约翰的聖約翰禮拜堂

圣约翰，或译圣约翰斯，是曼島格蘭法巴的一個小村莊，位於該島的中央山谷中。聖莊是曼島議會鑰匙院的選區之一，該選區選出兩名鑰匙院議員。

## 廷瓦爾德日
位於圣约翰的廷瓦爾德山（Tynwald Hill）是曼島議會廷瓦爾德的集會地，每年一度的儀式都會在這裡舉行。曼島的法律通常以英語和曼島語在7月5日頒布，因此每年的7月5日被定為廷瓦爾德日。這一天往往吸引數千名觀眾觀看儀式。
7月5日的廷瓦爾德節對應儒略曆中的聖約翰節，這一天被認為是仲夏節。
圣约翰的聖公會教堂供奉著聖約翰，圣约翰的名字也來源於這座教堂。教堂內為曼島議會的議員預留了帶有名牌的座位，而在相鄰的教堂大廳裡則有一個展覽，詳細介紹了廷瓦爾德的歷史。